# Sinlabajos (kommunhuvudort)
Sinlabajos är en kommunhuvudort i Spanien.   Den ligger i provinsen Provincia de Ávila och regionen Kastilien och Leon, i den centrala delen av landet, 120 km nordväst om huvudstaden Madrid. Sinlabajos ligger 831 meter över havet och antalet invånare är 173.
Terrängen runt Sinlabajos är platt. Runt Sinlabajos är det ganska tätbefolkat, med 129 invånare per kvadratkilometer. Närmaste större samhälle är Arévalo, 9,5 km öster om Sinlabajos. Trakten runt Sinlabajos består till största delen av jordbruksmark.